# Vydrník
Vydrník (em alemão: Eimerau; húngaro: Védfalu) é um município da Eslováquia, situado no distrito de Poprad, na região de Prešov. Tem 4,96 km² de área e sua população em 2018 foi estimada em 1.241 habitantes.

## Demografia
| Ano:        | 1994 | 2004    | 2014    | 2024    |
| ----------- | ---- | ------- | ------- | ------- |
| Broj ljudi: | 846  | 974     | 1162    | 1343    |
| Razlika:    |      | +15,13% | +19,30% | +15,57% |

| Ano:               | 2023 | 2024   |
| ------------------ | ---- | ------ |
| Número de pessoas: | 1320 | 1343   |
| Diferença:         |      | +1,74% |